# روبرت أوقست
روبرت أوقست (بالإنجليزية: Robert August)‏ هو متركمج أمريكي، ولد في 1945.

## وصلات خارجية
- الموقع الرسمي
- روبرت أوقست على موقع EncyclopediaOfSurfing.com (الإنجليزية)